# Катюжанка
Катюжа́нка (укр. Катюжанка) — село в Вышгородском районе Киевской области. Население - 4245 чел.(2008) Впервые упоминается в исторических документах XVII века.

## География
Село расположено в северно-западной части Киевской области в пределах историко-географического региона и этнокультурного края Полесье. Расстояние до областного центра составляет 47 км и проходит по автодороге Р02. С северо-запада село граничит с рекой Здвиж. С южной, западной, северной и северо-восточной стороны село окружено преимущественно сосновым лесом. В пределах Катюжанки сохранилось небольшое количество болот, характерных для местности Полесья.

## История
Лаврентий Похилевич в «Сказании о населённых местностях Киевской губернии» (1864 год) пишет:
- «село в 10-ти верстах к западу от Дымера расположено по едва заметным возвышенностям, составляющим правый берег реки Здвижа, в 1 версте от села протекающего. Земля песчано-глинистая покрыта лесами большей частью сосновыми, между коими есть и корабельные. Жителей обоего пола 837. Село заселено по преданию людьми, пришедшими за 300 лет пред сим из м. Дымера, из коих старший назывался Катюга. Катюжанка до последнего времени принадлежала к Дымерскому староству, которое, по-видимому, в последний период бытия Польши, не преобразовано в частное имение только благодаря своей скудной почве и дешевизне в то время лесов.
- Церковь Свято-Михайловская деревянная, 6-го класса; земли имеет 40 десятин. Построена во второй половине прошлого века, но неизвестно в каком именно году. До построения нынешней церкви катюжанские жители считались прихожанами одной из дымерских церквей Космо-Дамиановской. Кроме села Катюжанки следующие деревни составляют ныне её приход: Катюжанская Гута, Дымерская Рудня, Абрамовка, Феневичи».

25 февраля 2022, на второй день вторжения России на Украину, Катюжанка была оккупирована российскими войсками. На следующий день прекратилось электроснабжение села. Российские войска разместили между домами мирных жителей военную технику и вооружение. Школа и административные здания были превращены в военные штабы. Больше месяца население провело в условиях угрозы их жизни и здоровью, без электроснабжения, связи, водоснабжения. У жителей не было доступа к аптекам, магазинам.
2 апреля 2022 Киевская область была освобождена от российской оккупации. Во время оккупации села практиковались мародёрство, убийства и пытки местных жителей, после освобождения были обнаружены массовые захоронения мирных жителей.

## Люди, связанные с селом
- Сумская, Наталья Вячеславовна — актриса и телеведущая.
- Сумская, Ольга Вячеславовна — актриса.

Местный священник отец Александр широко известен избавлением людей от пристрастия к алкоголизму, курению и наркомании.

## Транспорт
Есть пассажирское автотранспортное сообщение со столицей — городом Киев (автобус)

## Галерея

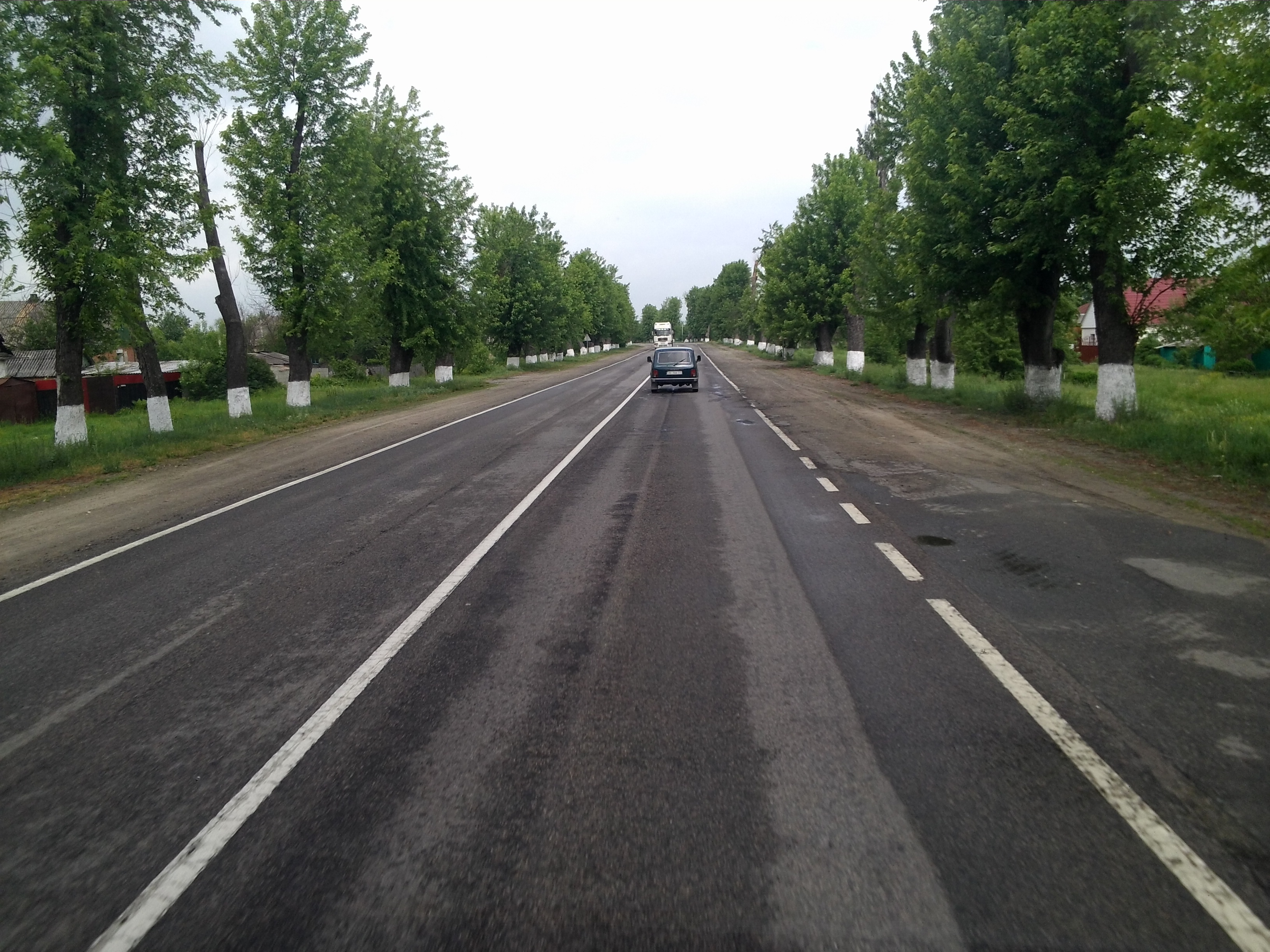
Автодорога, проходящая через село
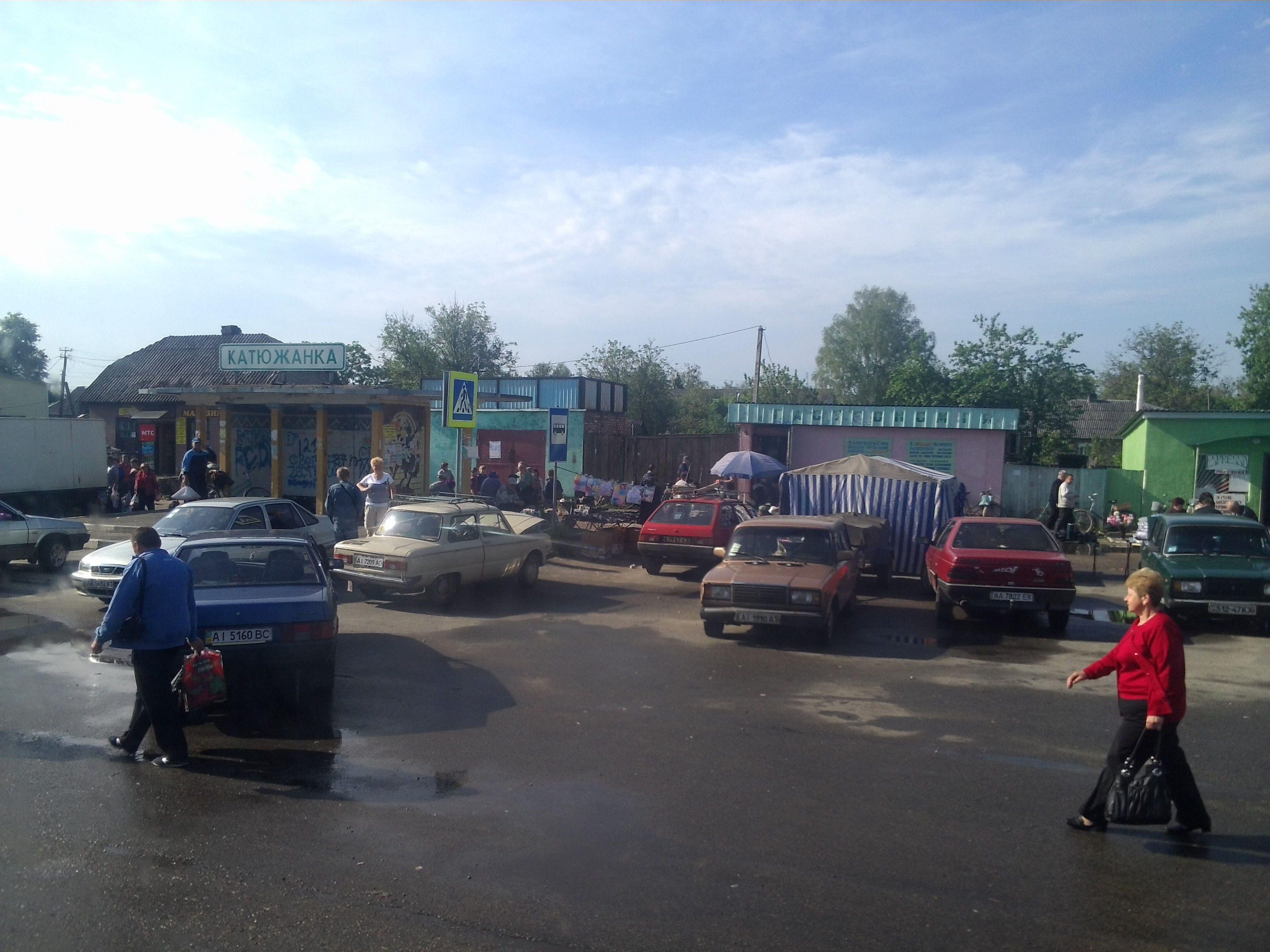
В центре села
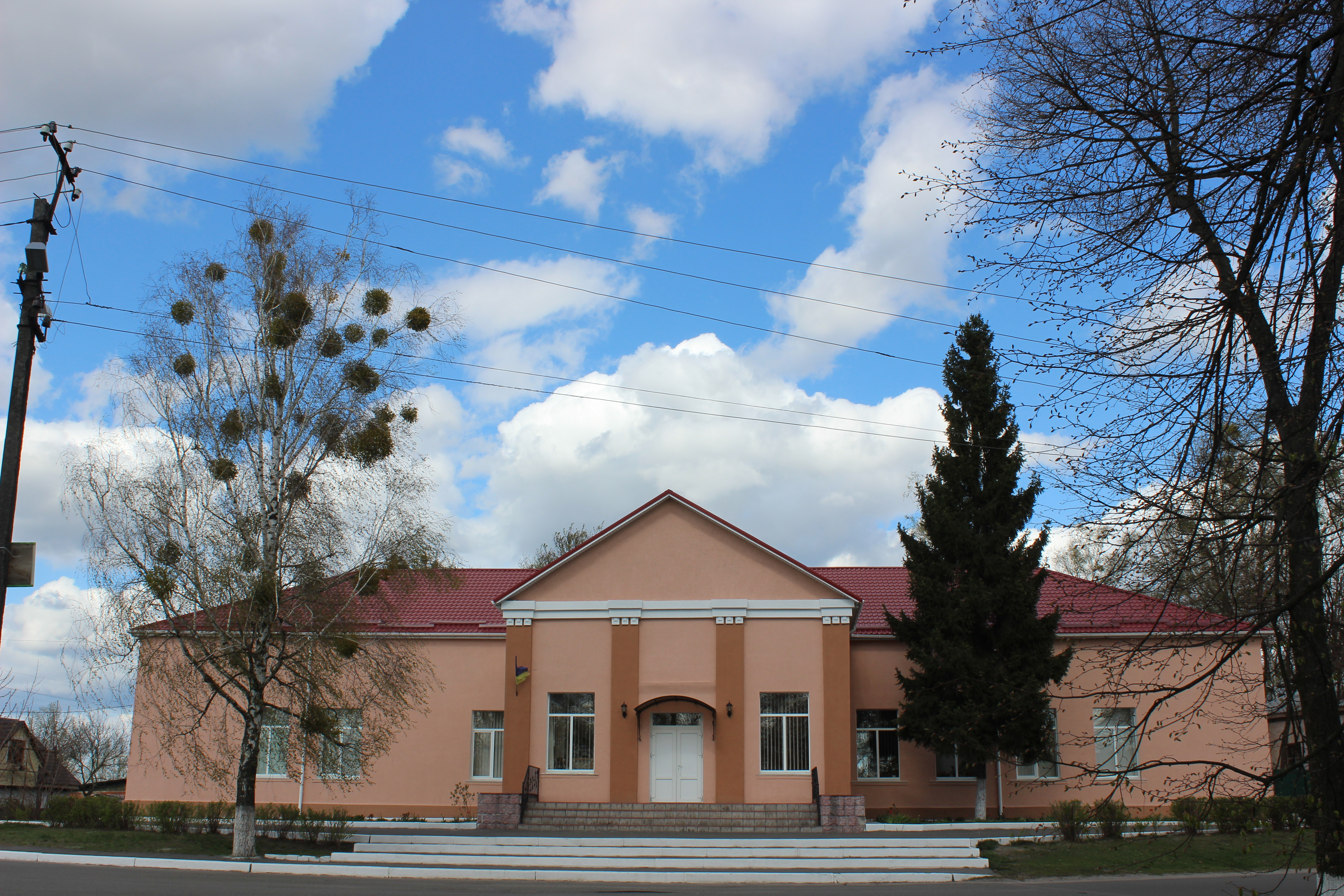
Клуб на углу улиц Шевченко и Белой
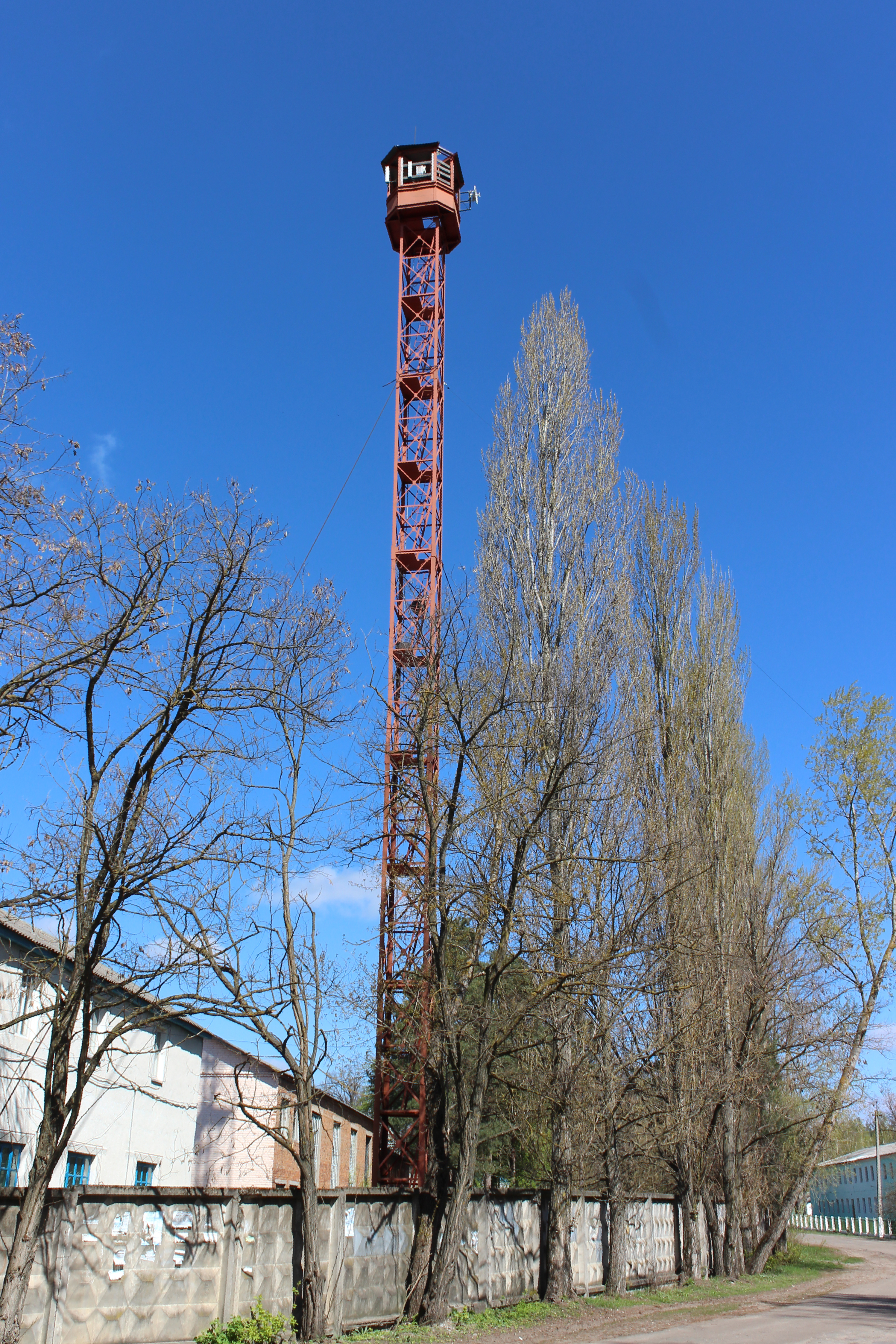
Каланча лесозавода
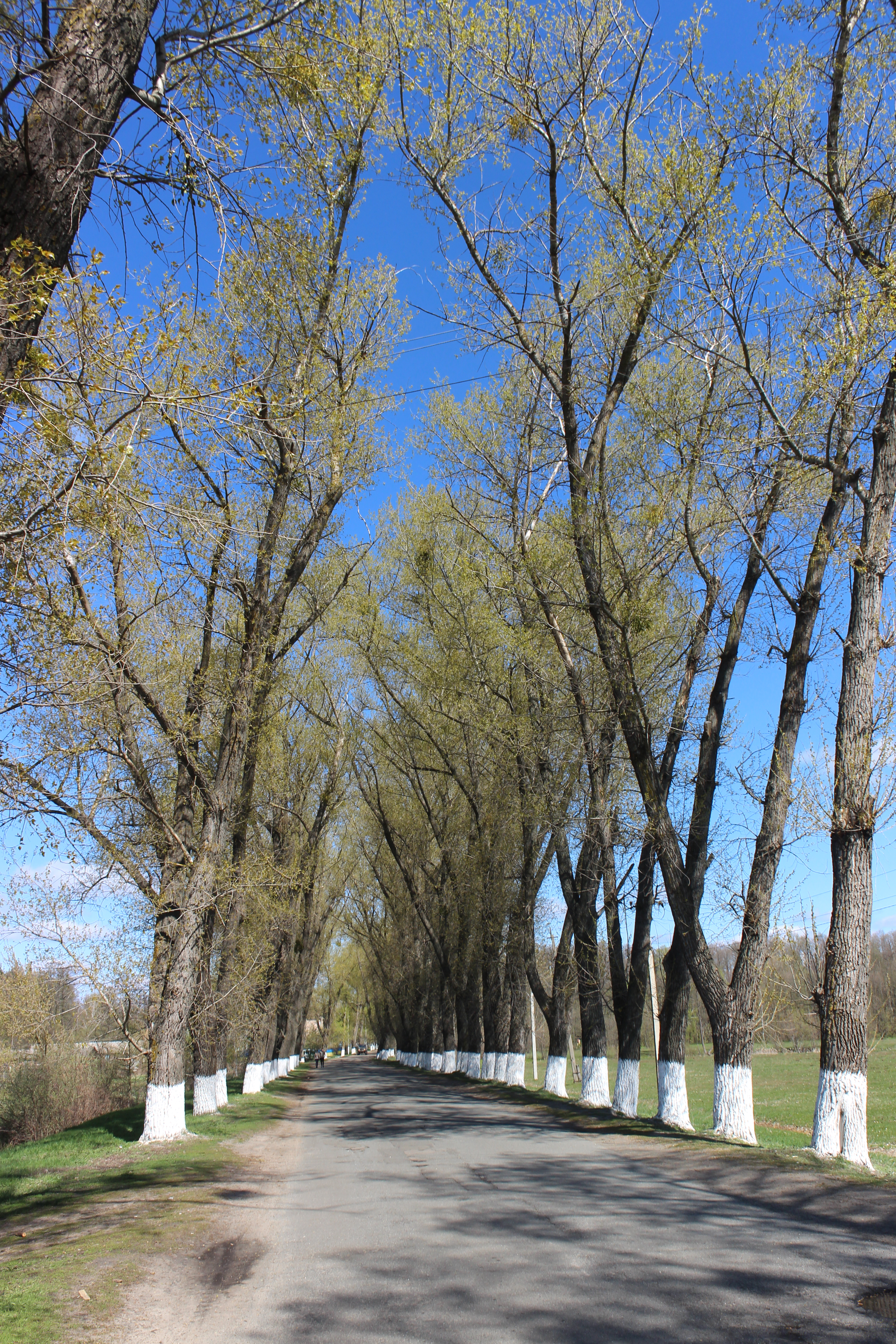
Дамба через приток Здвижа
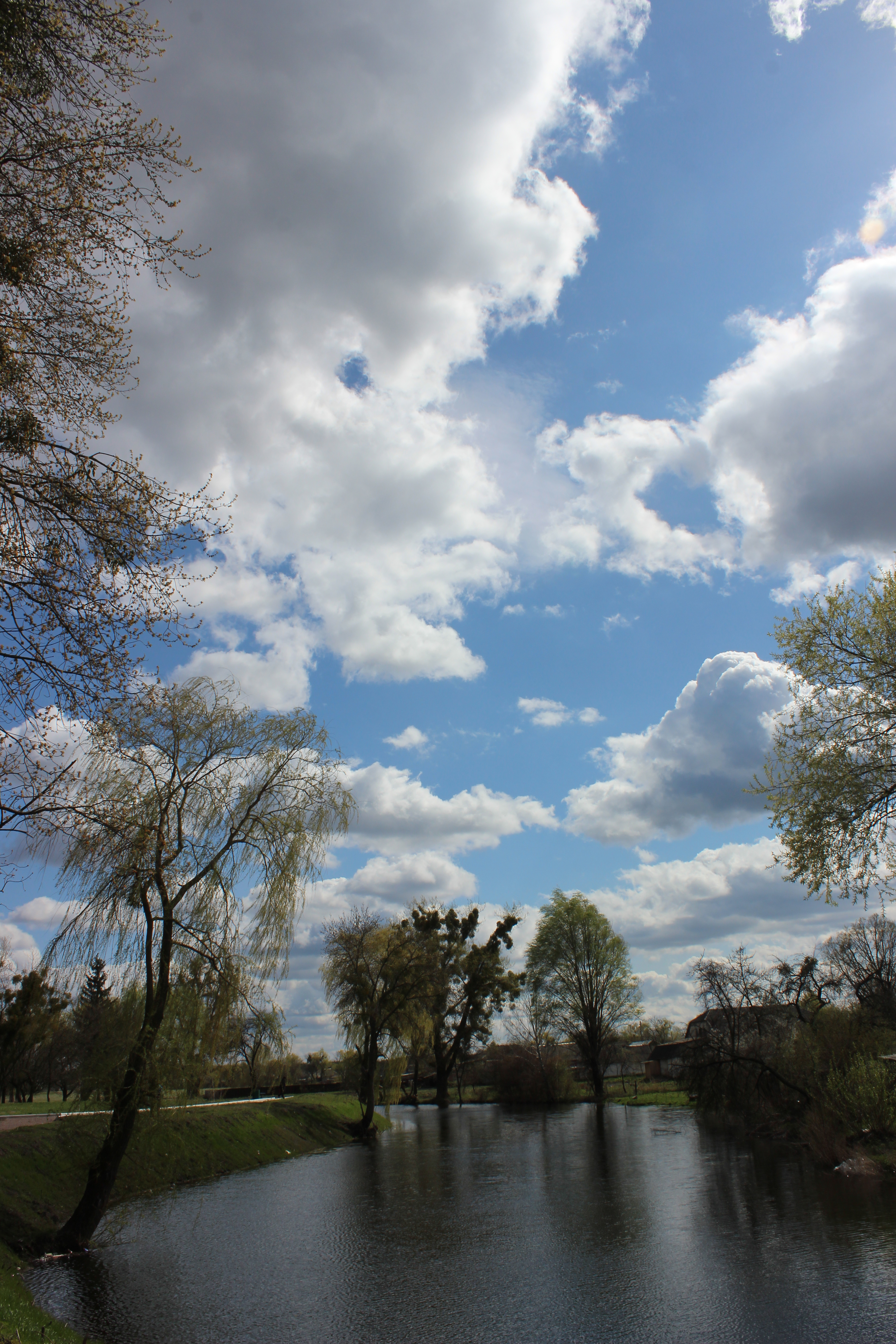
Зона отдыха
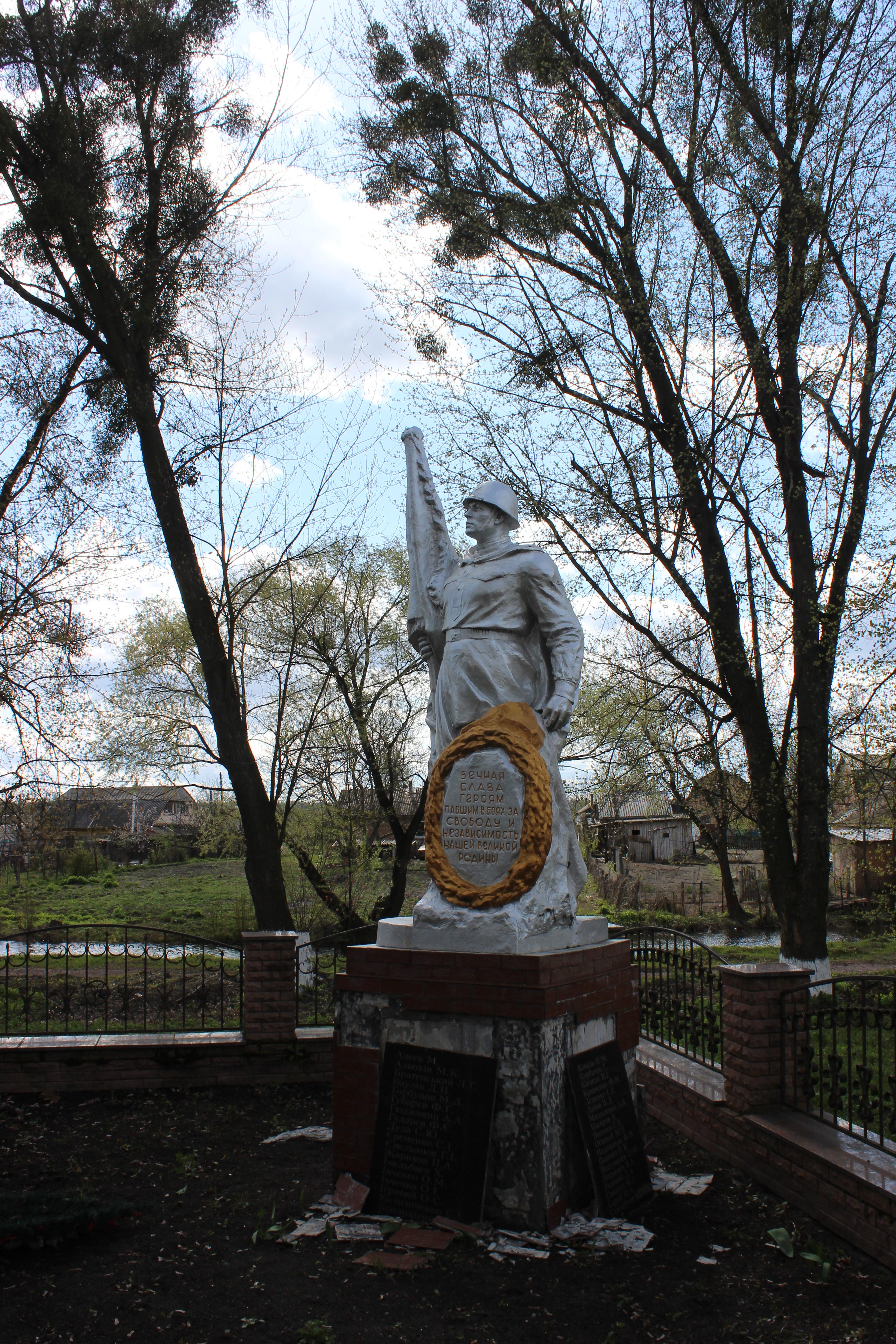
Братская могила советских воїнів
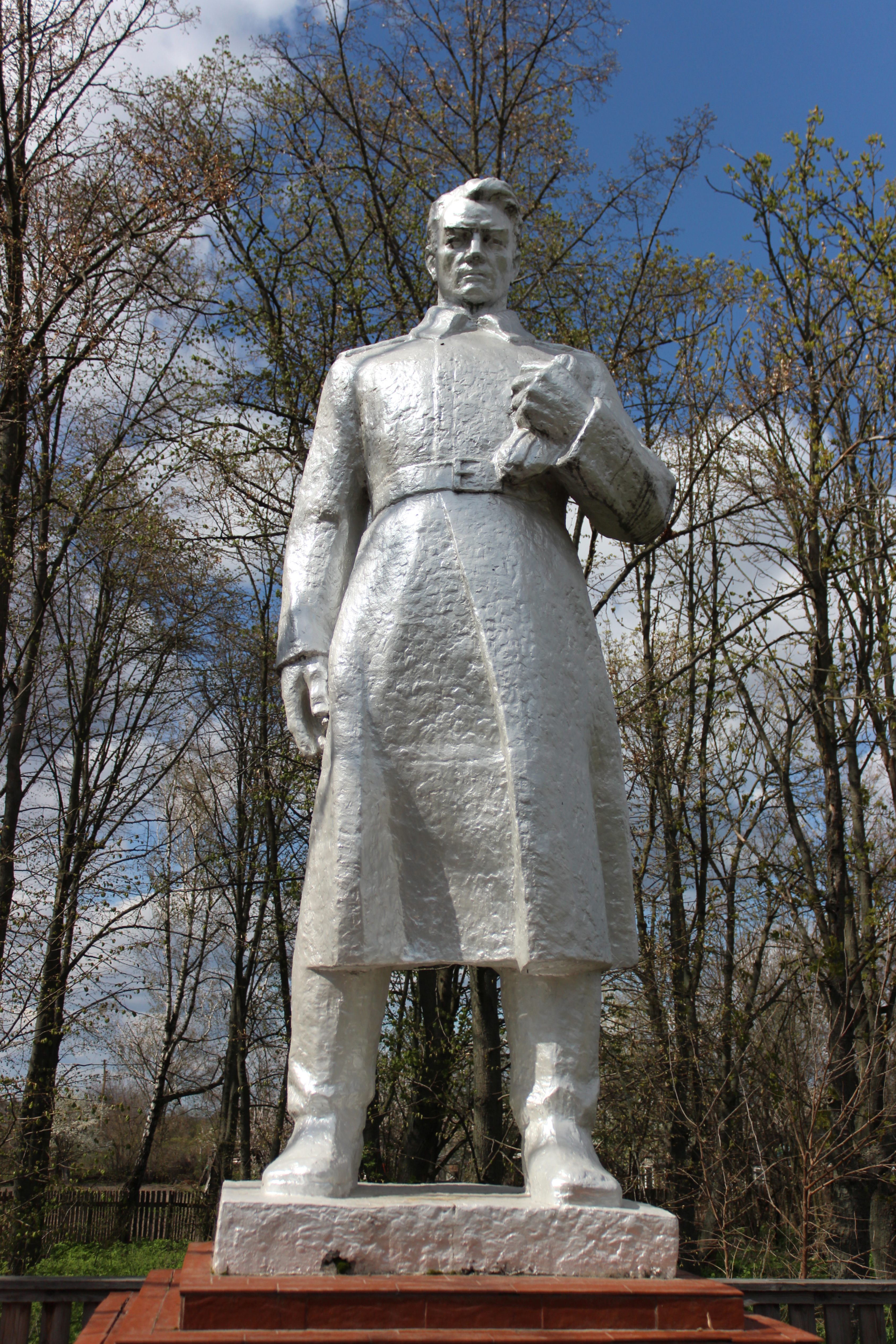
Памятник воинам-односельчанам